# Mesa (Waszyngton)
Mesa – miasto w Stanach Zjednoczonych, w stanie Waszyngton, w hrabstwie Franklin.